# Amaneciendo
Amaneciendo es el decimosegundo álbum de estudio del cantautor español Camilo Sesto. Fue realizado y producido por él mismo, y publicado por Ariola Records el 2 de diciembre de 1980. 

## Clasificación y ventas
| País      | clasificación | Certificación |
| --------- | ------------- | ------------- |
| Argentina | 7             | ninguna       |
| España    | 5             | Platino       |

El álbum se vendió más de 100.000 copias en España.

## Promoción
Para su promoción, se lanzó el sencillo «Perdóname», tema que se situó en el primer lugar en Los 40 principales de Latinoamérica y España durante 18 semanas consecutivas. «Donde estés, con quien estés», «Un amor no muere así como así», «Días de vino y de rosas», «¿Qué nos pasa esta mañana?», «Vivir sin ti» y «Samba», también fueron publicadas como sencillos. «Insaciable amante» fue un sencillo que Camilo Sesto originalmente lo compuso para el cantante mexicano José José y para que lo incluyera en su álbum Amor, amor, sin embargo, Camilo Sesto grabó su versión y lo incluyó también en este álbum.

## Listado de canciones
Todas las canciones compuestas por Camilo Blanes, excepto donde se indica.
| 1. "Perdóname" 1997 - 3:56 2. "Un amor no muere así como así" - 4:03 3. "Mis sueños" - 3:28 4. "Amor a plena luz" - 3:44 5. "Donde estés, con quién estés" - 4:36 6. "Días de vino y de rosas" - 3:21 7. "Tres veces no" - 3:21 (Juan Carlos Calderón) 8. "Vivir sin ti" - 3:53 9. "Samba" - 4:27 10. "Insaciable amante" - 4:28 1. "Perdóname" - 3:56 2. "Un amor no muere así como así" - 4:03 3. "Mis sueños" - 3:28 4. "Amor a plena luz" - 3:44 5. "Dónde estés, con quién estés" - 4:36 6. "Días de vino y de rosas" - 3:21 7. "Tres veces no" - 3:21 (Juan Carlos Calderón) 8. "Vivir sin ti" - 3:53 9. "Samba" - 4:27 (Antonio De Dios/Camilo Blanes) 10. "¿Qué nos pasa esta mañana?" - 4:56 (Juan Carlos Calderón) |

Nota: Para la reedición en CD de 1998, se sustituyó "¿Qué nos pasa esta mañana?" por "Insaciable amante"

## Personal
- Trevor Bastow - Arreglos y dirección musical en las pistas 1, 2, 4, 5 y 8.
- D'arneill Pershing - Arreglos y dirección musical en las pistas 3, 6 y 9.
- Juan Carlos Calderón - Arreglos y dirección musical en las pistas 7 y 10 (edición mexicana).
- Andrea Bronston, Susana de las Heras y Nina Swan - Coros
- Colaboración especial del Grupo Alcatraz.
- J.M. Castellví - Fotografía
- Camilo Sesto - Producción